# آيت اعمر أوعيسى (آيت حماد اربيعة)
آيت اعمر أوعيسى هو دُوَّار يقع بجماعة تيزكيت، إقليم إفران، جهة فاس مكناس في المملكة المغربية. ينتمي الدوّار لمشيخة آيت حماد اربيعة التي تضم 4 دواوير. يقدر عدد سكانه بـ 1029 نسمة حسب الإحصاء الرسمي للسكان والسكنى لسنة 2004.

## وصلات خارجية
- البوابة الوطنية للجماعات الترابية
- المندوبية السامية للتخطيط